# Моисеев, Владимир Анисимович
Владимир Анисимович Моисе́ев (25 марта 1948, Змеиногорск — 17 июня 2007, Барнаул) — советский и российский историк, востоковед, учёный в области истории Центральной Азии XVIII—XIX веков, член-корреспондент Российской Академии Естествознания (РАЕ), доктор исторических наук, профессор Алтайского государственного университета. Автор 7 монографий, автор-составитель 3 сборников документов и более 200 научных и научно-популярных статей. Труды по истории международных отношений в Центральной Азии XVIII—XIX веков, истории востоковедении, истории России, Казахстана и Джунгарского ханства.

## Биография
После окончания в 1973 году Казахского государственного педагогического института им. Абая прошёл стажировку и окончил аспирантуру при Институте востоковедения АН СССР. Под руководством д. и. н., профессора Б. П. Гуревича досрочно подготовил и успешно защитил в 1978 году кандидатскую диссертацию на тему «Вторжение Цинской империи в районы Саяно-Алтайского нагорья и политика России (XVIII в.)».
После возвращения в Казахстан он работал в Институте истории, археологии и этнографии АН КазССР, с 1980 года — с.н.с., а с 1986 — заведующий отдела Института уйгуроведения АН КазССР. Руководил темами «Казахи Китая. XVIII—XX вв.» и «Политика СССР в Синьцзяне.1917-1987 гг.». В 1991 году в спецсовете Института истории, филологии и философии Сибирского отделения АН СССР защитил докторскую диссертацию на тему «Взаимоотношения Джунгарского ханства с Казахстаном, Средней Азией, народами Сибири и политика России. XVII—XVIII вв.» и переведен на должность зав. отделом Института востоковедения АН РК. С 1993 года работает в Алтайском государственном университете в качестве профессора кафедры всеобщей истории и международных отношений. В 2000 году на ИФ АлтГУ создал кафедру востоковедения и до своей смерти возглавлял её.
С самого начала своей работы в АГУ развернул активную деятельность по развитию востоковедных исследований в крае. По его инициативе в Барнаульском государственном педагогическом университете была создана научно-исследовательская лаборатория «Россия-Восток», под эгидой которой в Барнауле стали периодически проходить востоковедные конференции памяти профессора С. Г. Лившица и «Россия, Сибирь и Центральная Азия (взаимодействие народов и культур)».

## Публикации
- Моисеев В. А. Цинская империя и народы Саяно-Алтая. XVIII в. М., 1983.
- Моисеев В. А., Сулейменов Р. Б. Чокан Валиханов — востоковед. Алма-Ата, 1985.
- Моисеев В. А., Сулейменов Р. Б. Из истории Казахстана XVIII в. Алма-Ата, 1988.
- Моисеев В. А., Сулейменов Р. Б. Востоковедные исследования в Казахстане. Некоторые вопросы * истории и современное состояние. Алма-Ата, 1989.
- Моисеев В. А. Джунгарское ханство и казахи. XVII—XVIII вв. Алма-Ата, 1991.
- Моисеев В. А. Россия и Джунгарское ханство в XVIII веке. Барнаул, 1998.
- Моисеев В. А., Гуревич Б. П. Международные отношения в Центральной Азии. XVII—XVIII вв. Документы и материалы. Книги 1—2. М., 1989.
- Моисеев В. А., Хафизова К. Ш. Цинская империя и казахские ханства. Вторая половина XVIII — первая треть XIX вв. Книги 1—2. Алма-Ата, 1989.
- Моисеев В. А. Россия-Казахстан: современные мифы и историческая реальность. Барнаул, 2001
- Моисеев В. А., Разгон Н. И. Алтайская губерния-Казахстан. 1917—1925. История административно-территориального разграничения (сборник документов и материалов). Барнаул, 2001.
- Моисеев В. А. Россия и Китай в Центральной Азии (вторая половина XIX в. — 1917 гг.). Барнаул, 2003.